# Frederik August Vilhelm Kolling
Frederik August Vilhelm Kolling (2. marts 1833 i København – 28. juli 1871 på Sankt Hans Hospital) var en dansk matematiker, far til Ingeborg Rode.
Kolling ville først være polytekniker, men fik ved at høre Ramus' forelæsninger over matematik på Polyteknisk Læreanstalt så stor interesse for dette fag, at han valgte det til sit specialstudium. 1857 blev han student fra Vajsenhusets Skole, og allerede året efter ansattes han ved Læreanstalten som lærer i matematik efter H.A. Pedersen, i hvilken stilling han virkede med megen energi og samvittighedsfuldhed, indtil i 1870 en hjernelidelse tvang ham til at trække sig tilbage. 1861 havde han fået kgl. ansættelse og 1869 titel af professor.